# آرتیوم آوانسیان
آرتیوم آرِگی آوانسیان (ارمنی: Արտյոմ Ավանեսյան؛ زادهٔ ۱۷ ژوئیهٔ ۱۹۹۹ در بالاشیخا) بازیکن فوتبال در پست هافبک اهل ارمنستان-روسیه است.

## باشگاهی
از باشگاه‌هایی که در آن بازی کرده‌است می‌توان به باشگاه فوتبال زسکا مسکو اشاره کرد.

## تیم ملی
وی همچنین در تیم ملی فوتبال ارمنستان بازی کرده‌است. آوانسیان نخستین بازی ملی خود را در چهارچوب en:2022 FIFA World Cup qualification – UEFA Group J در تاریخ ۵ سپتامبر ۲۰۲۱ در اشتوتگارت در مقابل آلمان انجام داده‌است.